# 자크 프랑수아 뒤고미에
자크 프랑수아 뒤고미에(프랑스어: Jacques François Dugommier, 1738년 8월 1일 - 1794년 11월 17일)는 프랑스 혁명기의 군인이다. 뒤고미에 장군이라는 이름으로 알려져 있다. 본명은 자크 프랑수아 코키유(Jacques François Coquille).

## 생애
뒤고미에는 프랑스의 식민지 과들루프 태생이며, 1759년, 과들루프 대영국 방위전에 (38년생 임에도 불구하고) 16세의 나이에 종군하여 이후 7년 전쟁과 미국 독립 전쟁을 치루면서, 군인으로서의 명성을 차근차근 쌓아갔다. 1785년부터 “뒤고미에”라는 이름을 사용하게 된다. 중령으로 퇴역하여, 마르티니크에서 살고 있었다.
열정적인 애국자였던 뒤고미에는 프랑스 혁명 발발 후 의원으로 국민 공회에 파견되었다. 파리에서 그 열정이 마라가 군대 복귀를 권유 여단장에 임명된다.

### 이탈리아 원정군 사령관
1793년 9월, 니스와 피에몬테에서 오스트리아군을 쫓아냈다. 11월 뒤고미에는 국민 공회에서 파견된 카르토 장군을 대신하여 툴롱 탈환 임무를 맡았다. 그는 그곳에서 요새를 탈환하기 위한 전략으로 부하 소령의 방안을 채택했다. 이 작전을 진언했던 포병 장교는 후에 프랑스 황제가 되는 나폴레옹이었다. 작전은 성공하여 12월 18일 툴롱 탈환에 성공했다. (툴롱 포위전)
나폴레옹은 뒤고미에를 “용감하고 대담하며, 예리한 전략적 눈을 지니고 있다. 그러나 무섭고, 성격이 급했다”고 높이 평가했다. 그는 말년에 세인트헬레나섬에서 그를 회고했다. 또한 유산에서 그의 아들 또는 손자에게 10만 프랑을 지불하라는 유언을 남겼다.

### 피레네 진군
이후 뒤고미에는 동부 피레네 군 사령관에 임명되었고, 안토니오 리카도 리카요가 지휘하는 스페인 군대에 점령당한 영토를 탈환하라는 명을 받는다. 그는 거기에서 먼저 끊임없이 스페인군의 습격을 받아 성과도 올리지 못하고 약화된 군대를 재편성했다. 뛰어난 전략과 적군 총사령관이 질병으로 잇따라 사망하면서, 운좋게 스페인군을 프랑스에서 추방하는 데 성공한다.
1794년 9월 17일, 뒤고미에는 5월 7일부터 포위를 계속했던 베루가듀 요새를 탈환했다. 9월 22일, 대담무쌍한 공격으로 코스토쥬 요새와 땅을 강탈하고, 적을 패주시키면서 많은 장비와 군수 물자를 얻었다.
11월 18일에는 카탈루냐 지방의 블랙 마운틴 전투에 임했지만, 전투의 와중에 대포에서 발사된 유탄에 맞아 전사하고 만다. 그러나 전투는 프랑스군이 승리를 거둔 동부 피레네 군은 페리놀 장군에 의해 인수되었다.
사후 뒤고미에의 시신은 페르피냥에 묻혔다. 또한 그의 이름은 팡테옹에 새겨져 있다. 페르피냥에는 현재 그를 기리기 위해 피라미드 모양의 기념비가 세워져 있다.

## 같이 보기
- 프랑스 혁명 전쟁
- 툴롱 포위전